# Ричардс, Дик
Дик Ри́чардс (род. 1936, Бруклин, США) — американский режиссёр, продюсер и фотограф. Известный как рассказчик и «режиссёр актёра», Ричардс работал с Робертом Митчумом, Джином Хэкманом, Мартином Шином, Блайтом Даннером, Катрин Денёв, Аланом Аркином и многими другими.
Его любимой цитатой было: «Вы можете взять всю искренность Голливуда, поместить её в пупок светлячка и при этом иметь достаточно места для трех семян тмина и сердца вашего агента».

## Карьера
Ричардс родился и вырос в Нью-Йорке во время рекламной революции 1960-х годов, став всемирно известным фотографом и коммерческим директором с такими клиентами, как Coca-Cola, Volkswagen, Polaroid, General Motors, Hertz, Pepsi и др.
Его знаменитая рекламная работы завоевывали все крупные отраслевые награды, включая «Каннского льва» за лучшую коммерческую рекламу, а также многочисленные награды Clio Awards и New York Art Director. Полин Кейль упоминала Ричардса как «фотографа, который стал одержимым телевизионной рекламой [перед тем, как стать снимать фильмы]».
После нескольких лет работы в нью-йоркском мире рекламы Ричардс переехал в Голливуд и в 1972 году снял свой первый художественный фильм — вестерн «Скотоводческая компания Калпеппера» (англ. The Culpepper Cattle Co.), который получил высокую оценку за историческую точность и атмосферность. Фильм завоевал Ричардсу премию WGA Story Writer и заработал для Джерри Брукхаймера первое признание за работу в фильме в качестве помощника продюсера. Ричардс и Брукхаймер, друзья со времён работы в рекламе, сняли совместно ещё 3 фильма.
Следующий фильм Ричарда «Рафферти и близнецы золотой пыли» (англ. Rafferty and the Gold Dust Twins), снятый в 1975 году с Аланом Аркином, Маккензи Филлипсом и Гарри Дином Стэнтоном получил много положительных отзывов. В своей книге «Катушка» Полин Кейль называет Ричардса «настоящим питчером-левшой» и пишет: «„Рафферти и Близнецы золотой пыли“ подкрадываются к вам — вы оказываетесь застигнутым врасплох».
В том же году Ричардс снял Роберта Митчума и Шарлотту Рэмплинг в главных ролях в фильме «Прощай, моя красавица» (англ. Farewell, My Lovely) по одноимённому роману Рэймонда Чандлера. Роджер Эберт сказал, что фильм «ни разу не оступился», и назвал его «совершенно уверенным произведением». Сильвия Майлз получила номинацию на лучшую женскую роль второго плана. Также в кадре появлялся Сильвестр Сталлоне — ещё до съёмок в «Рокки». Кинокритик Рекс Рид сказал: «„Прощай, моя красавица“ — это тот фильм, на который Хамфри Богарт встал бы в очередь за билетом».
Ричардс перешёл к военноё тематике, став в 1977 году режиссёром британской драмы «Легионеры» (англ.  March or die) с Джином Хэкманом, Катрин Денёв, Максом фон Зюдоф и Теренсом Хиллом; снял фильм ужасов «Долина Смерти» (1982), адаптацию книги Эриха Сегала «Мужчина, женщина и ребёнок» (1983) с участием Мартина Шина и Блайт Даннер и «Гнев» c Бертом Рейнольдсом в главной роли.
Карьера Ричардса продолжает развиваться в новых направлениях. Его первая пьеса «Повернись» (Turnaround) в настоящее время ставится в Великобритании и была выбрана для Бродвея. Первый роман Ричардса Exposed вышел в первом квартале 2019 года.

## Фильмография
| название картины                   | название ориг.                   | год  |                                       |
| ---------------------------------- | -------------------------------- | ---- | ------------------------------------- |
| Скотоводческая компания Калпеппера | The Culpepper Cattle Company     | 1972 | Режиссёр, автор, оператор             |
| Рафферти и близнецы золотой пыли   | Rafferty and the Gold Dust Twins | 1975 | Режиссёр                              |
| Прощай, моя красавица              | Farewell, My Lovely              | 1975 | Режиссёр                              |
| Легионеры                          | March or Die                     | 1977 | Режиссёр, продюсер, автор             |
| Долина смерти                      | Death Valley                     | 1982 | Режиссёр                              |
| Тутси                              | Tootsie                          | 1982 | Продюсер                              |
| Мужчина, женщина и ребёнок         | Man, Woman and Child             | 1983 | Режиссёр                              |
| Гнев                               | Heat                             | 1986 | (под именем Р. М. Ричардс) — Режиссёр |

## Книги
| Название                                                                     | Язык  | год издания | Издательство            | isbn-10 isbn-13                    |
| ---------------------------------------------------------------------------- | ----- | ----------- | ----------------------- | ---------------------------------- |
| Is Your Genius at Work?: 4 Key Questions to Ask Before Your Next Career Move | англ. | 30.11.2005  | Davies-Black Publishing | ISBN 0891061940 ISBN 9780891061946 |
| Setting Your Genius Free: How to Discover Your Spirit and Calling            | англ. | 01.03.1998  | Berkley Trade           | ISBN 042516165X ISBN 9780425161654 |
| Artful Work: Awakening Joy, Meaning, and Commitment in the Workplace         | англ. | 01.07.1997  | Berkley Trade           | ISBN 0425159140 ISBN 9780425159149 |

## Признание
В 1983 году Ричардс получил «Золотой глобус» за лучшую комедийную кинокартину «Тутси» (1982), которую он выбрал, разработал и продюсировал вместе с Сидни Поллаком. Фильм был номинирован на 10 премий Оскар (включая номинацию за лучшую картину для Ричардса и Поллака). Роджер Эберт дал фильму 4 из 4 звезд, похвалив его как «фильм с большой буквы „Ф“, как те, которые снимали в 1940-х годах, когда они не боялись смешивать абсурд с серьезностью, социальный разговоры с фарсом, и немного сердечной нежности вместе со смехом». «„Тутси“ восстанавливает первоначальное значение термина „ситуационная комедия“, свободная от уничижительных ассоциаций, которые накапливались в течение многих лет из-за перенасыщения ужасными комедиями на телевидении.» — писал в «Нью-Йорк Таймс» Винсент Кенби.
В 1998 году Библиотека Конгресса США сочла фильм «культурно значимым» и отобрала его для хранения в Национальном реестре фильмов.